# Henrikstjärnarna (Arvidsjaurs socken, Lappland, 725982-163846)
Henrikstjärnarna är en sjö i Arvidsjaurs kommun i Lappland och ingår i Skellefteälvens huvudavrinningsområde. Sjön har en area på 0,0713 kvadratkilometer och ligger 375,1 meter över havet.

## Delavrinningsområde
Henrikstjärnarna ingår i det delavrinningsområde (726087-163872) som SMHI kallar för Mynnar i 725738-164133. Medelhöjden är 400 meter över havet och ytan är 5,14 kvadratkilometer. Det finns inga avrinningsområden uppströms utan avrinningsområdet är högsta punkten. Vattendraget som avvattnar avrinningsområdet har biflödesordning 4, vilket innebär att vattnet flödar genom totalt 4 vattendrag innan det når havet efter 155 kilometer. Avrinningsområdet består mestadels av skog (66 procent). Avrinningsområdet har 0,16 kvadratkilometer vattenytor vilket ger det en sjöprocent på 3,2 procent.